# Sokolinaja Gora (station MTsK)
Sokolinaja Gora (Russisch: Соколиная Гора ) is een station aan de kleine ringspoorlijn in de Russische hoofdstad Moskou. Het station is in de jaren 60 van de twintigste eeuw gepland als metrostation aan de buitenringlijn van de metro. De plannen voor de metro zijn echter gewijzigd en het metrostation is niet gebouwd. In het kader van de hervatting van het reizigersverkeer op de kleineringspoorlijn is het station tussen 2012 en 2016 alsnog gerealiseerd, echter niet als metrostation. Vijftig jaar na de eerste plannen is het station op 11 oktober 2016 geopend. 